# Wayne Simmons
Wayne General Simmons (Hilton Head, 15 dicembre 1969 – Kansas City, 23 agosto 2002) è stato un giocatore di football americano statunitense che ha giocato nel ruolo di linebacker nella National Football League (NFL).

## Biografia
Dopo avere giocato a football al college a Clemson, Simmons fu scelto come 15º assoluto nel Draft NFL 1993 dai Green Bay Packers. Vi giocò per quattro stagioni e mezzo, vincendo nel 1996 il Super Bowl XXXI. Simmons divenne noto per la sua abilità nel marcare i tight end, cosa che andò a discapito delle sue cifre nella statistica dei sack sul quarterback. Fu scambiato coi Kansas City Chiefs durante la stagione 1997 quando Seth Joyner fece ritorno da un'operazione chirurgica al ginocchio. I Chiefs svincolarono Simmons nel 1998 dopo una sconfitta per 30-7 per Monday Night Football contro i loro arci-rivali, i Denver Broncos, in cui a lui e al compagno linebacker Derrick Thomas furono fischiati un totale di cinque falli nell'azione del touchdown finale dei Broncos. Firmò coi Buffalo Bills il 19 novembre 1998, dove giocò cinque partite. Fu svincolato nel febbraio 1999. Simmons morì in un incidente d'auto mentre era alla guida della sua Mercedes nel 2002, all'età di 32 anni.

## Palmarès

### Franchigia
- Super Bowl : 1

Green Bay Packers: XXXI
- National Football Conference Championship: 1

Green Bay Packers: 1996

### Individuale
- PFWA All-Rookie Team - 1993

## Statistiche
| Partite    | 90   |
| sack       | 11,5 |
| intercetti | 3    |